# Willoughby le chien

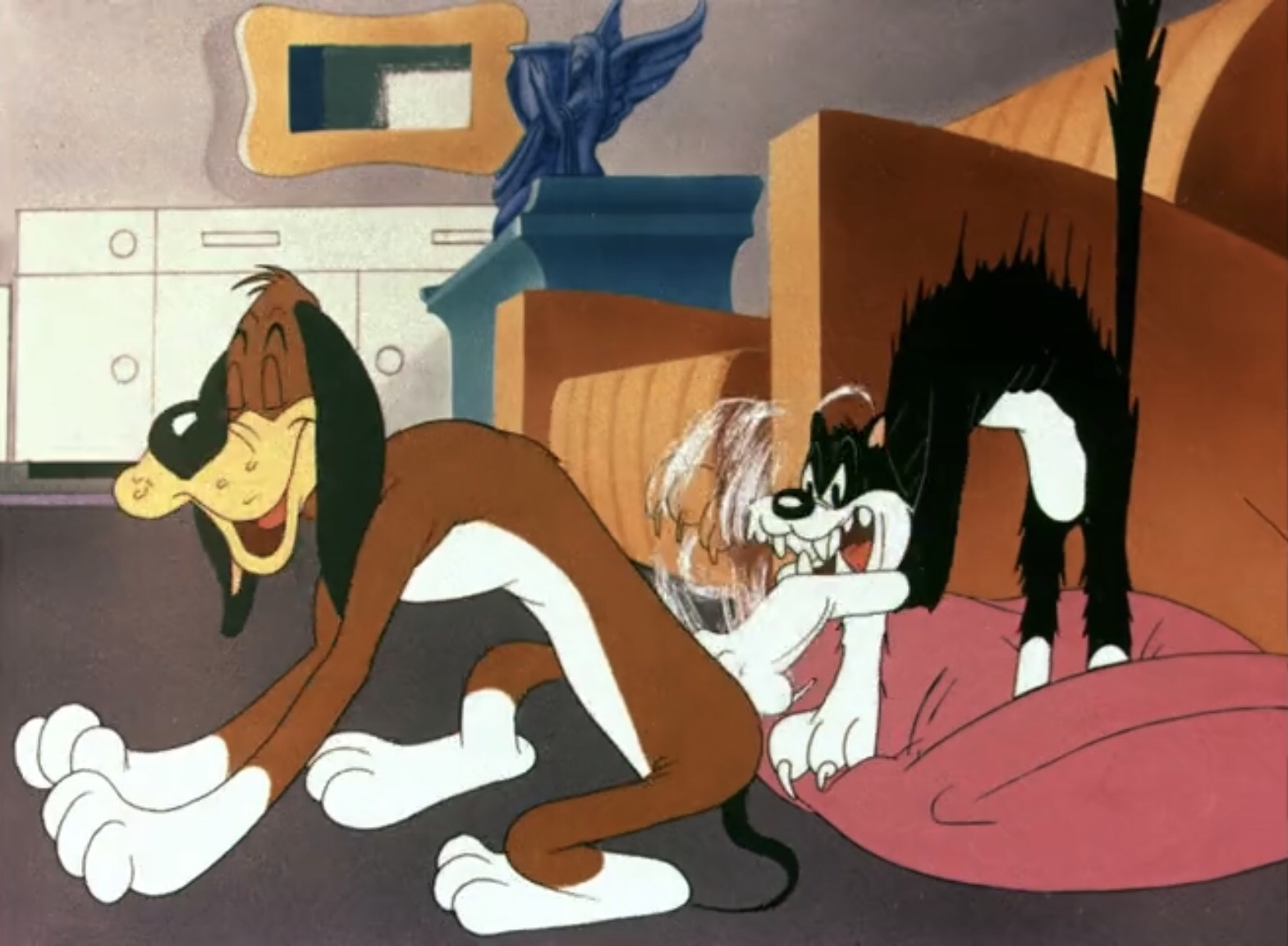
Le chien dans An Itch in Time de 1943 a une morphologie proche de celle de Willoughby

Willoughby le chien, ou simplement Willoughby (Willoughby the Dog), est un personnage de la série d'animation Looney Tunes produite par Warner Bros.
Ce chien de chasse très bête et crédule a été créé par Tex Avery (qui en fait aussi la voix,). Inspiré du personnage de Lennie dans le roman de John Steinbeck, Des souris et des hommes (Of Mice and Men, 1937),, il apparaît pour la première fois dans Of Fox and Hounds, dessin animé de 1940. Il est présent par la suite dans certains cartoons de la série, notamment The Heckling Hare (1941), The Crackpot Quail, Nutty News (en chef de meute dans une chasse), et The Hep Cat de 1942 (sous le nom de Rosebud).